# Balclutha curvata
Balclutha curvata är en insektsart som beskrevs av Caldwell 1952 . Balclutha curvata ingår i släktet Balclutha och familjen dvärgstritar. Inga underarter finns listade i Catalogue of Life.